# 2007年香港特別行政區行政長官選舉
2007年香港特別行政區行政長官選舉是為選出第3屆香港特別行政區行政長官的選舉，於2007年3月25日順利舉行。選舉由800人組成的選舉委員會進行投票，從一位或多位候選人中選出下一任行政長官。由於立法會修訂了《行政長官選舉條例》，加入了信任投票制度，即使这次只有一人得到足夠提名，仍然需要投票。

## 參選資格
- 香港特別行政區永久性居民中的中國公民，沒有外國居留權；
- 年滿40周歲；以及
- 在香港通常居住連續滿20年。

最少提名簽署人數目：100人
選舉開支最高限額：HK$9,500,000

## 被確認提名的候選人
| 編號 | 姓名   | 性別 | 政治聯繫 | 提交提名表格日期 | 提名人數 |
| ---- | ------ | ---- | -------- | ---------------- | -------- |
| 1    | 梁家傑 | 男   | 公民黨   | 2007年2月14日    | 132人    |
| 2    | 曾蔭權 | 男   | 建制派   | 2007年2月16日    | 641人    |

提名人數合共773人，扣除了候選人提名人數後，有22名選委沒有提名到任何人。由於再沒有其他人可以取得100名選委的提名，因此只有2名候選人。

### 梁家傑
由於在2002年行政長官選舉時，因只一名候選人獲有效提名，選舉無須進行投票而讓董建華自動當選；另外2005年補選行政長官也是「一人參選」。而今屆泛民主派決定積極參與選舉委員會的選舉，希望透過間接選舉而成功使候選人關注選民所關心的課題，而並非單單為商界服務。這次選舉，從2006年800人的選舉委員會選舉開始。
泛民主派代表公民黨的梁家傑在2006年11月6日宣布角逐。
2007年1月31日，梁家傑在中環遮打花園宣佈取得111名選委提名，足以參與行政長官選舉。2月10日，梁家傑宣佈取得123名選委提名。2月14日，即提名期正式開始首日，梁家傑即前往提交選委提名表格，共取得132個提名，成為首位被確認的候選人。

#### 競選口號
- 普通话：「誰想去贏一場沒有對手的競賽？」
- 香港粤语：「有得揀，先至係老闆」（可以挑选，你才是老板）
- 英语：
  - "Who wants to win a race without competition?"
  - "It's a Matter of ChoiCE"[a]

### 曾蔭權

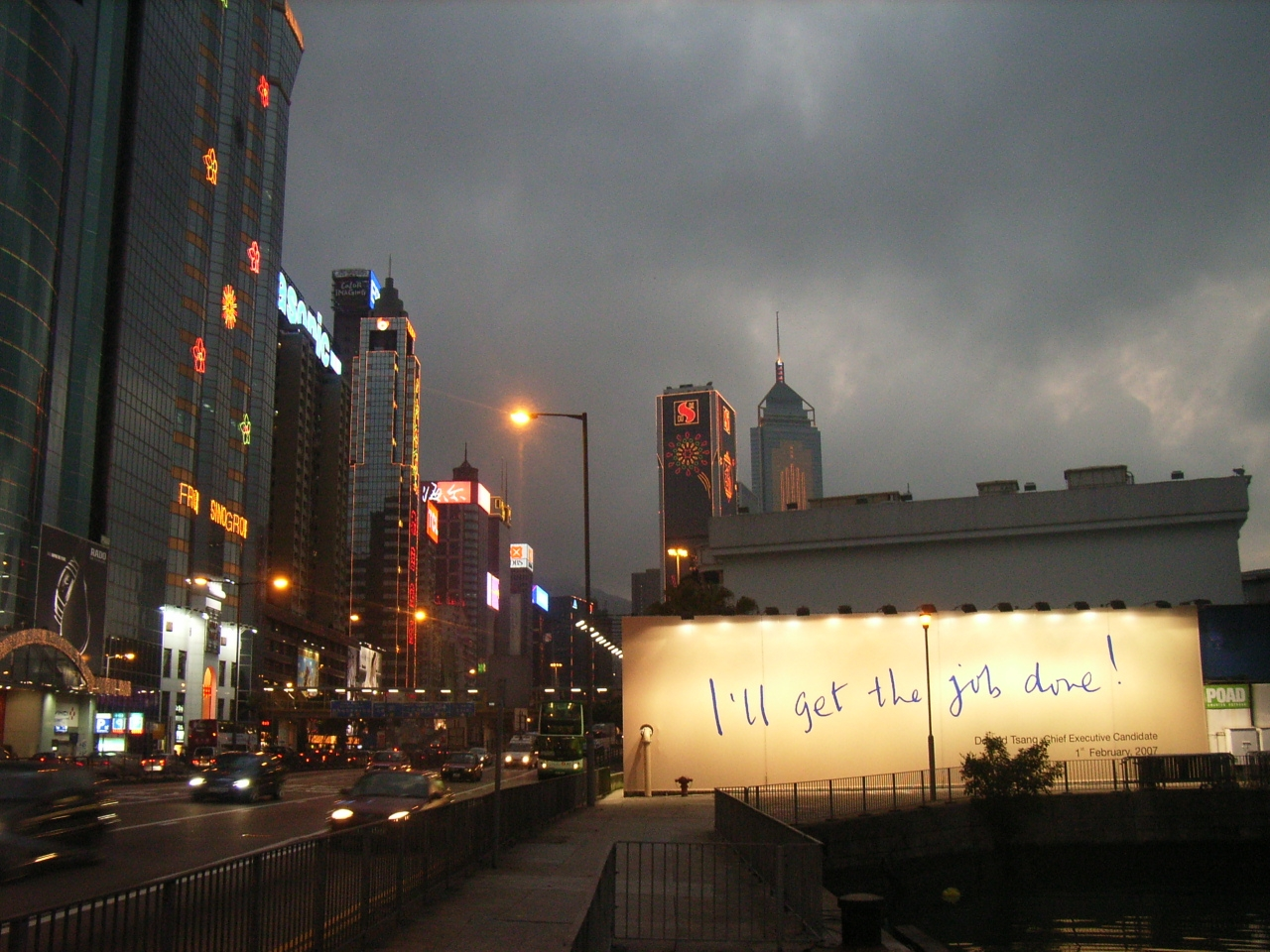
曾蔭權在銅鑼灣海旁的競選廣告：「I'll get the job done!」（我会做好这份工作）

2007年1月22日在辦公時間以「正積極考慮及預備參加行政長官選舉的人」名義高調地乘坐行政長官專車前往位於灣仔東亞銀行港灣大廈的「曾蔭權競選辦公室」，直至2月1日才正式宣佈參選。
2007年2月5日宣布已經取得超過450名選委提名。他在2月16日遞交參選表格及641名選委的提名，成為第二名候選人。這641個提名中，包括泛民主派立法會議員鄭經翰和公開表示支持2012年實行雙普選的電訊盈科主席李澤楷。

#### 競選口號
- 中文：「我會做好呢份工」（我会做好这份工作）及「共創好環境」
- 英文："I'll get the job done!"

##### 惡搞
「我會做好呢份工」口號，當時在網上及各媒體被廣泛流傳惡搞，並變化出數十種不同的口號，適用於各行各業。

## 行政長官選舉論壇
今屆行政長官選舉中有不少第一次，其中包括首次舉辦候選人辯論，以下兩個論壇，兩位候選人均有出席的。

### 行政長官候選人答問大會
行政長官候選人答問大會於2007年3月1日晚上7時在灣仔會議展覽中心舉行，歷時九十分鐘，由一些選委發起，大會主持人為立法會主席范徐麗泰。
答問大會總共有四個部分，大會按抽籤次序安排，先由梁家傑介紹其政綱，在曾蔭權介紹其政綱後是選委及公眾提問環節，問題非常廣泛。其中選委提出22條問題，公眾提出7條問題，內容包括兩地關係、基建就業、教育、環保、漁農發展、公眾參與、香港競爭力等。總結環節則由曾蔭權先發言。这次答問大會雖不准公眾入場參與，但全程有電視及電台直播現場實況。
两位候选人就民众以及选为比较关心的普选问题进行了多番辩论。
香港大學民意研究計劃於行政長官候選人答問大會後進行的即時民意調查顯示，有46.3%受訪者認為梁家傑在答問大會上的表現比曾蔭權好。答問大會過後，梁家傑的支持度有明顯的上升，曾蔭權則略為下跌，但曾蔭權仍然大幅領先梁家傑。

### 行政長官選舉辯論
由香港八間電子傳媒主辦及直播的行政長官選舉辯論在2007年3月15日晚上8時於將軍澳電視廣播城舉行，由梁家榮（亞視）及郭艷明（新城）主持，並由香港大學民意研究計劃及嶺南大學公共管治研究部隨機邀請203名市民參與，市民和傳媒機構代表發問。

#### 主辦傳媒
- 亞洲電視
- 有線電視
- 商業電台
- 香港寬頻數碼電視
- 新城電台
- now寬頻電視
- 香港電台
- 電視廣播有限公司（無綫電視）

## 其餘參選人
除以上2人外，還有4人公開表明有意參選，分別為：
- 陳乙東
- 李永健
- 紀文珊
- 詹振榮

由於梁家傑和曾蔭權合共取得796名選委中的773個提名，其他人得不到足夠提名，不可能成為候選人。

### 陳乙東
2006年12月16日，有「巴士阿叔」之稱的陳乙東第四度宣佈參加行政長官選舉，但一直未有競選活動。他的競選口號為「歧視我的過去等於歧視你的未來」。翌年2月26日提交參選表格時，因未獲足夠選委支持被選舉主任馮驊法官裁定無效。

### 李永健
李永健（1954年－），出生於香港，1986年取得註冊大律師認許。2007年1月25日，李永健宣佈參加選舉，成為第四位表示有意參選該選舉的參選人。他表示，參選只求獲得選舉委員會800人之中的10票提名。而他參選目的有三：
- 促使大眾反省選舉制度的問題
- 促進社會達成共識
- 推廣選舉制度

### 紀文珊
紀文珊（1957年－），香港居民，2007年2月14日，在《明報》刊登廣告，宣布參選特首。政綱包括聽取民意和推動環保、促進和平、保護兒童等。

### 詹振榮
詹振榮（1958年－），參選時無業，並在社區組織當義工。2007年2月13日，詹振榮召開記者會宣佈參選特首選舉。他說參選是因為「香港需要真正解決問題的特首」。他認為，外界不應對特首選舉存在階級觀念。

## 2006年選舉委員會界別分組選舉
2006年香港選舉委員會界別分組選舉於2006年12月10日早上七時半至晚上十時半舉行，旨在選出由38個界別分組選出664名選舉委員進入選舉委員會，於2007年香港行政長官選舉選出第三屆行政長官。另外，本屆選舉委員會有很大機會有權選出第十二屆全國人民代表大會的港區代表。
38個分組界別中，15個界別共237人自動當選，剩下23個界別有803人角逐427個席位。
800人的選舉委員會由3個部分組成：
1. 96名當然委員（香港地區全國人民代表大會代表（36名）及立法會議員（60名））
2. 40名委員由宗教界界別分組提名產生
3. 664名委員由35個界別分組選舉產生

### 選委會選舉總結
- 泛民主派在推薦的137名候選人中有114人勝出，加上大約20名支持參加行政長官選舉的泛民主派立法會議員的當然席位，泛民主派首次成功突破100名選委關口。候選人梁家傑獲得足夠提名正式參加2007年香港行政長官選舉。
- 這次選舉被視為民主派的大勝。在法律界中，20個席位全部由民主派支持的候選人當選，當中很多知名度較低的年輕候選人擊敗了一些相當知名的資深大律師，如胡漢清、清洪、周永健等。另外，會計界、教育界、工程界、衞生服務界、高等教育界和資訊科技界，民主派支持的候選人也全數當選。
- 高調表示支持「真民主」和普選的李澤楷，並沒有如預期般被「封殺」，成功以960票當選。

## 2007年香港行政長官選舉

### 選舉過程

#### 提名期
2007年香港特別行政區行政長官選舉的提名期由2月14日至3月1日。

#### 投票日
2007年香港特別行政區行政長官選舉投票日在3月25日于亞洲國際博覽館舉行（政府表示由於會展場地爆滿，投票將會首次在博覽館舉行。）。當日上午9時至11時進行首輪投票。如果沒有人得到過半數有效票，將會在下午2時至4時舉行第二輪投票。若仍然未有人過半，第三輪投票將於晚上7時至9時舉行。
相關節目
- 《行政長官選舉投票》於當日08:30、09:30及09:45在翡翠台播出
- 《2007行政長官選舉》於當日08:00、09:00、10:00及11:00在本港台播出
- 《2007行政長官選舉》於當日10:55至13:00在翡翠台播出
- 《行政長官選舉特輯：曾蔭權連任》於當日19:30至20:00在翡翠台播出
- 《行政長官選舉特輯》於當日22:30至23:00在本港台播出

### 時序
以下是以香港時間計算：
- 2006年11月6日，部分民主派組成的特首選舉民主工作小組公布推舉梁家傑參加行政長官選舉。
- 2006年11月11日，梁家傑宣佈參加行政長官選舉。
- 2006年12月10日，選舉委員會界別分組選舉舉行。
- 2007年1月22日，曾蔭權在辦公時間以「正積極考慮及預備參加行政長官選舉的人」名義視察曾蔭權競選辦公室。
- 2007年1月31日，梁家傑宣佈已取得111名選委的支持。
- 2007年2月1日，曾蔭權宣佈參加行政長官選舉。
- 2007年2月4日，曾蔭權宣佈已取得過半數選委支持。
- 2007年2月14日，2007年香港特別行政區行政長官選舉的提名期開始；梁家傑提交提名表格，獲確認為第一名行政長官候選人。
- 2007年2月16日，曾蔭權提交提名表格，獲確認為第二名行政長官候選人。
- 2007年3月1日，提名期結束，2名候選人出席在晚上7時於香港會議展覽中心由部份選委所舉辦的行政長官候選人答問大會。
- 2007年3月15日，2名候選人出席在晚上8時於電視廣播城由八大電子傳媒（亞洲電視、無綫電視、有線電視、now寬頻電視、香港寬頻、香港電台、商業電台及新城電台）所舉辦的行政長官候選人答問大會。
- 2007年3月23日，曾蔭權在灣仔修頓球場舉行造勢晚會，更邀得周星馳、黎明、方力申等藝人出席，晚會司儀是林旭華及前亞視藝員劉志榮。
- 2007年3月24日，梁家傑在藍田平田邨舉行晚會，分享參選感受和感謝市民支持，有約百多人出席。
- 2007年3月25日，行政長官選舉的投票在亞洲國際博覽館舉行。

#### 投票當日過程
- 09:00 首輪投票開始。
- 11:00 首輪投票結束。
- 11:53 首輪投票結果公佈，曾蔭權以649票當選。

### 選舉結果
是次選舉中，800名選委（當中有4人身份重複，另外1人已去世）當中共有789名選委領取了選票，投票率為99.1%。在投票箱內的788票中，有效選票佔772張，另有11張空白票，4票沒有使用印章蓋印，1票同時蓋了印在兩名候選人的空格上。另外有一張空白的選票放了在投票間地上，沒有放進投票箱內。事後梁國雄表示那張票是他所領取的，他本欲當眾撕毀選票，以表達對小圈子選舉的抗議，但被工作人員制止，所以他最终选择把空白選票丟在地上。
各候選人得票情況如下：
| 編號 | 候選人         | 票數（百分比） |
| ---- | -------------- | -------------- |
| 1    | 梁家傑         | 123 (15.93%)   |
| 2    | 曾蔭權（當選） | 649 (84.07%)   |

### 行政長官選舉總結

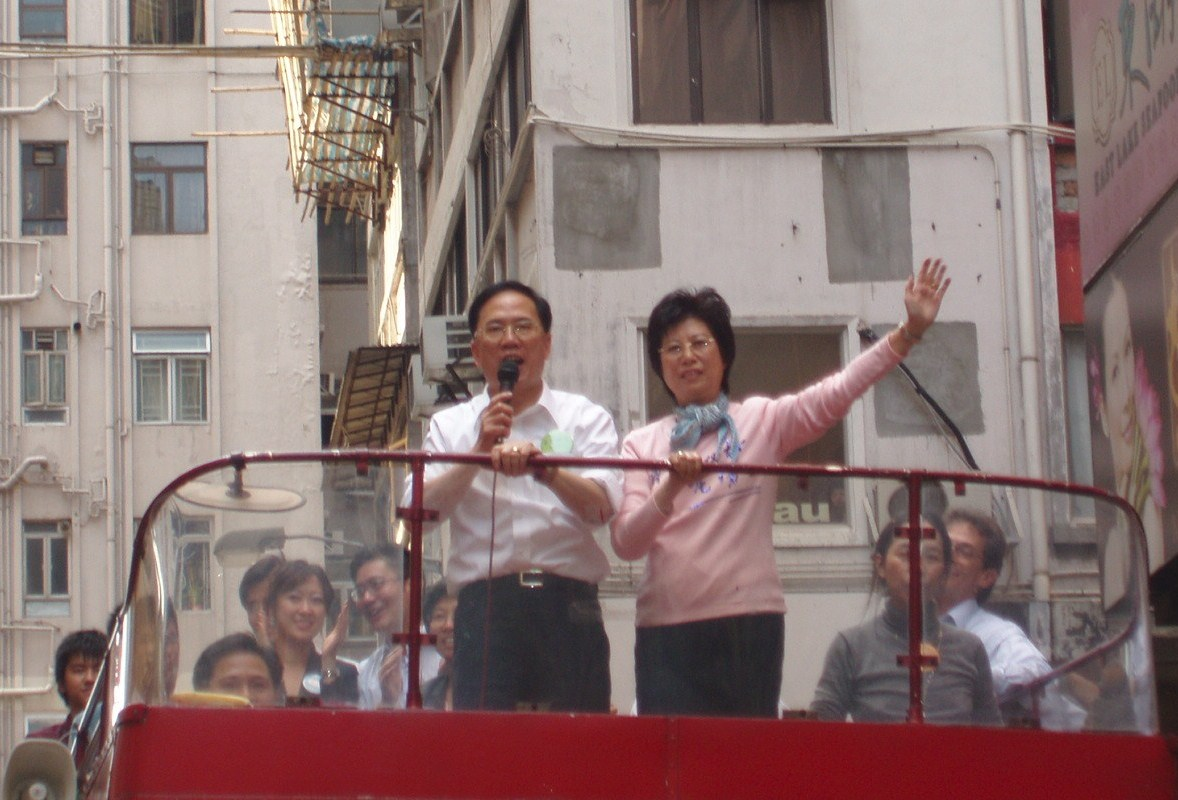
曾蔭權與夫人於百德新街乘坐開篷巴士謝票之情景

- 梁家傑得到132名選委提名參加行政長官選舉，然而在不記名的投票中，即使加上他投給自己的一票，也只得到123票，比提名數目為少。
- 曾蔭權得到641名選委提名參加行政長官選舉，在投票中則獲得649票（其中一票沒有蓋在指定位置內，但選舉主任馮驊法官認為印章蓋了在曾蔭權一欄中，属于明確表達了投票意向，故裁定有效）。
- 這次選舉有16票被裁定無效，另有1票沒有放進投票箱；而1996年的選舉中則只有1票空白票。

## 選舉過程議題

### 曾蔭權使用行政長官專車前往競選辦
曾蔭權在未宣佈參選的情況下，於2007年1月22日在辦公時間以「正積極考慮及預備參加行政長官選舉的人」名義，在交通警員開路下，乘坐以區徽為車牌的行政長官專車前往位於灣仔東亞銀行港灣中心的「曾蔭權競選辦公室」，引來逃避申報選舉經費、公私不分及濫用政府資源的批評。

### G4跌槍事件
曾蔭權在2月9日出席社總舉辦的社會福利界選委答問大會時，在會場門外遇上示威者，作為行政長官近身保鑣的要員保護組（G4）探員與示威者互相推撞，期間有要員保護組探員的佩槍跌在地上，5發子彈散滿一地，槍彈更在地上被亂腳踢動，槍管一度向著曾蔭權的方向，幸而沒有走火。 

### 曾蔭權造勢晚會涉嫌舞弊
2007年3月23日，曾蔭權在灣仔修頓球場舉行造勢晚會，更邀得周星馳、黎明、方力申等藝人出席，由於有明星向包括有選委在內的觀眾唱歌增慶，涉嫌遺反香港法律第554章——《選舉 (舞弊及非法行為) 條例》的第12條——在選舉中向他人提供茶點或娛樂的舞弊行為，有三位市民向廉政公署舉報，但由於證據不足，沒有人被起訴。

### 白票風波
政界盛傳一些親北京選委對兩名候選人都有所不滿，並發動投白票的行動，以向曾蔭權施壓。全國政協常委、地產及建造界選委何鴻燊在3月11日公開警告選委不要投白票，因為「一定有辦法」查出是誰投白票。當記者問及他如何查出時，他則問答說「呢樣唔話你聽」（這個我不告訴你）。他的言論引來各方強烈反應，如果有關說法屬實，將嚴重損害香港的秘密投票制，打擊香港聲譽。身兼大律師的公民黨立法會議員湯家驊批評何鴻燊危言聳聽，製造白色恐怖，指他涉嫌違反《選舉（舞弊及非法行為）條例》。根據條例，脅迫他人支持某些候選人，最高可判罰50萬元及監禁7年。 
其後，人大常委會副秘書長喬曉陽、選舉事務處發言人、政制事務局發言人、民建聯主席馬力、自由黨主席田北俊等都表示香港選舉制度公平、公開、公正，絕對不可能查出誰人投了甚麼票。 
3月13日，何鴻燊回應指他所說的「一定能查出誰投白票」是指「若要人不知，除非己莫為」，不是真的能查出。而別人知道的原因就是投白票者自己告訴別人，他又指自己「從來沒有說能夠查出誰投白票」，並批評傳媒斷章取義，歪曲他的言論。
3月14日，一批社會民主連線成員到廉政公署投訴，要求廉署調查何鴻燊聲稱有辦法知道行政長官選舉中誰人投白票的事。

### 流行文化
香港藝人詹瑞文主演的舞台劇《男人之虎》的第七度公演名稱為《伸凸手版》（“伸”及“手”字分別與廣東話“新”及“首”字同音，“凸”字與“特”字發音相近，故為「新特首辦」的諧音），劇中並加入「袋巾梁」和「煲呔曾」兩個角色。宣傳活動亦以是次特首選舉作為題材，由詹氏分別扮演兩位候選人拍攝硬照宣傳海報。